# Serge Nigg
Serge Nigg   (París, 6 de juny de 1924 - París, 12 de novembre de 2008) fou un compositor francès.

## Biografia
Serge Nigg va participar molt aviat en la vida musical amb el poema simfònic Timour escrit als 19 anys i estrenat per l'"Orchestre national de la Radiodiffusion française" el 1944.
L'any 1946, va ser un dels primers a embarcar-se en la gran aventura de dotze tons, que havia de tenir la influència que coneixem en la música de postguerra. Posteriorment avançarà cap a una síntesi d'aquesta tècnica i la tradició hedonista francesa, preocupada pel refinament i la bellesa harmònica. Paral·lelament a les seves activitats com a compositor, Serge Nigg va formar part del Comitè de Música de la radiodifusió francesa el 1956, després, el 1967, Marcel Landowski el va nomenar inspector dels teatres lírics francesos. El 1978 va succeir a Olivier Messiaen com a professor de composició al Conservatori de París, després el 1982 va ensenyar instrumentació i orquestració. El 1989, va ser elegit per a una càtedra de la secció de composició musical de l'Acadèmia de Belles Arts, succeint a Emmanuel Bondeville. L'any 1995 va ser president de l'any, càrrec que va compaginar amb el de president de l'Institut de França.
Serge Nigg va estar implicat en el Partit Comunista Francès i va seguir les directrius artístiques del polític soviètic Andrei Zhdanov, proper a Joseph Stalin.

## Obra
Entre les seves obres principals, podem citar en el camp de la música de cambra:
- - 3 sonates pour piano,
  - la "Sonata per a violí sol" encarregada per Christian Ferras (que la va crear a Carnegie Hall de New York),
  - un quartet de cordes;

en el camp simfònic
- - «Fulgur» (inspirat en Heliogàbal o l'anarquista coronat d'Antonin Artaud),
  - «Fastes de l'Imaginaire»,
  - «Mirrors for William Blake» (per a piano principal),
  - «Million d'oiseaux d'or» creat per a Michel Plasson i la Symphony-Hall de Boston en 1981.

## Principals premis
Ha rebut cinc Grand Prix du Disque per les seves diverses composicions. A més, el 1958 va rebre el Prix Italia (Premi RAI), el 1974 el Grand Prix musical de la ville de Paris, el 1978 el Grand Prix de la SACEM per tota la seva obra, dues vegades, el 1976 i el 1983, el Florència Premi Gould (Acadèmia de Belles Arts) i el 1987 el Premi René Dumesnil (Acadèmia de Belles Arts).

## Honors
- Cavaller de la Legió d'Honor
- Oficial de l'Orde Nacional del Mèrit
- Oficial de l'Orde de les Arts i les Lletres

## Discografia
- Sonates per a piano núm. 1 i núm. 2, Geneviève Ibanez, piano
- Sonata per a violí sol, Christian Ferras, violí
- Sonata per a violí i piano, Stéphane Tran Ngoc, violí, Brigitte Vandôme, piano
- Disc REM 311288, 1995-1996